# ديف هايت (لاعب كرة قدم أمريكية)
ديف هايت (بالإنجليزية: Dave Haight)‏ هو لاعب كرة قدم أمريكية أمريكي، ولد في 11 أبريل 1966 في ديرسفيل في الولايات المتحدة.